# Гордов Василь Миколайович
Василь Миколайович Гордов (30 листопада (12 грудня) 1896, с. Матвєєвка, Казанська губернія, (нині Мензелінський район, Татарстан) — 24 серпня 1950, Лефортовська тюрма, Москва) — радянський воєначальник, генерал-полковник, Герой Радянського Союзу, командувач військами Сталінградського фронту та арміями у роки Другої світової війни. Репресований.

## Біографія
Народився 12 грудня 1896 року в селі Матвєєвка Казанської губернії, в селянській сім'ї. Росіянин.
З початком Першої світової війни в 1915 році був призваний до лав російської армії. Брав участь у 1-й світовій війні, став старшим унтер-офіцером.
Активний учасник революційних подій 1917 років, в 1917 році В. М. Гордов брав участь у формуванні загону Червоної Гвардії з солдатів 12-ї армії Західного фронту. У 1918 році вступив до Червоній Армії.
Під час Громадянської війни командує взводом, ротою, батальйоном, був помічником командира і командиром стрілецького полку на Східному і Західному фронтах.
Після Громадянської війни залишився служити в РСЧА. Закінчив курси старшого командного складу при вищій тактичній школі в 1925 році, стрілецько-тактичні курси удосконалення комскладу РСЧА «Вистріл» імені Комінтерну в 1927 році, в 1932 році — Військову академію імені М. В. Фрунзе.
З 1921 року — помічник командира полку, з 1923 року — командир батальйону. У 1925 — 1926 роках знаходився у відрядженні в Монголії, був на інструкторській роботі в Монгольській Народній армії.
З серпня 1926 року — знов помічник командира стрілецького полку. З лютого 1932 року — помічник начальника відділу в Управлінні бойової підготовки РСЧА.
З січня 1933 року — начальник штабу Московської Червонопрапорної піхотної школи. З травня 1935 року — начальник штабу 18-ї стрілецької дивізії. З липня 1937 року командував 67-ю стрілецькою дивізією. З липня 1939 року — виконувач обов'язків, потім начальник штабу Калінінського військового округу.

## Друга світова війна
Брав участь у Зимовій війні, до 6 грудня 1939 був начальником штабу 7-ї армії. Після окупації Прибалтики з липня 1940 року був начальником штабу Прибалтійського військового округу.
З початком Німецько-радянської війни генерал Гордов — начальник штабу (червень-липень і серпень — вересень 1941) і командувач 21-ю армією на Брянському і Південно-Західному фронтах (серпень 1941 і жовтень 1941 — червень 1942 року).
З 23 липня по 12 серпня 1942 року Гордов — командувач Сталінградським фронтом, але за прорахунки в управлінні військами, що призвели до прориву противником зовнішнього оборонного обводу Сталінграду — від посади відстороняється.
У жовтні 1942 року отримує призначення командувачем 33-ю армією Західного фронту (до березня 1944 року). Брав участь в Ржевсько-Вяземській і Смоленській наступальних операціях, потім у важких малоуспішних зимових боях 1943 — 1944 на вітебському і оршанськом напрямах.
9 вересня 1943 року командармові В. Н. Гордову присвоєне військове звання генерал-полковника.
З 2 квітня 1944 року до кінця війни над гітлерівською Німеччиною генерал-полковник Гордов В. М. очолює 3-тю гвардійську армію на 1-му Українському фронті. Її війська під командуванням Гордова В. М. брали участь у Львівсько-Сандомирській, Сандомірсько-Сілезькій, Нижньо-Сілезькій, Берлінській і Празькій наступальних операціях.
Указом Президії Верховної Ради СРСР від 6 квітня 1945 року Василю Миколайовичу Гордову присвоєно звання Героя Радянського Союзу з врученням ордена Леніна та медалі «Золота Зірка» (№ 6096).

## Повоєнний період
Після війни генерал-полковник Гордов В. М. командує військами Приволзького військового округу (1945- липня 1946 року). У листопаді 1946 року звільнений у відставку.
Арештований 12 січня 1947 року разом зі своїми підлеглими: колишнім заступником командувача ПРИВО генерал-майором Г. І. Куликом (розжалуваним в 1942 році з Маршала Радянського Союзу до генерал-майора) і начальником штабу цього ж округу генерал-майором Ф. Т. Рибальченко, за звинуваченням у виношуванні ними терористичних планів відносно членів радянського уряду. Справжньою ж підставою для арешту і суду були записи розмов Гордова з Куликом і Рибальченко, в яких вони висловлювали негативне ставлення до реального стану справ у державі та армії, критичні випади на адресу Сталіна і партійного керівництва. Засуджений до розстрілу за вироком Військової колегії Верховного Суду СРСР від 24 серпня 1950 року за статтями 58-11 (створення контрреволюційної організації), 58-1б (замах на зраду Батьківщині), 58-8 (замах на здійснення терористичного акту стосовно керівників СРСР).
Вирок суду приведено у виконання того ж дня в Лефортовській в'язниці Москви.
1 квітня 1956 року Військова колегія Верховного Суду СРСР своїм визначенням припинила кримінальну справу стосовно Гордова В. М. (як і стосовно Кулика Г. І., та Рибальченка Ф. Т.) за відсутністю в його діях складу злочину. Його було посмертно реабілітовано, з відновленням у військовому званні генерал-полковник, званні Героя Радянського Союзу і в правах на державні нагороди.

## Особистість
Командувач армією Гордов був складною і суперечливою особою. Особисто хоробрий, він не боявся брати на себе відповідальність, водночас генерал був дуже важким начальником для підлеглих. Маршал Радянського Союзу Рокоссовський К. К. у своїх мемуарах відзначає стиль управління військами Гордовим як «матерний».
За словами М. С. Хрущова: «Сам дуже щупленький, але б'є своїх офіцерів. Проте військову справу він розуміє».
10 березня 1944 року Військова рада Західного фронту виносить постанову в якій кваліфікує як самоправство наказ командувача 33-ю армією Гордова В. М. про розстріл ні в чому не винного офіцера — гвардії капітана Олександра Трофимова, агітатора політвідділу 274-ї стрілецької дивізії, з вказівкою: «Наказ військам 33-ї армії про розстріл гвардії капітана Трофимова, як неправильний, скасувати». У лютому 1944 року спеціальна комісія ЦК ВКП(б) на чолі з Г. М. Маленковим за масові випадки самоправства запропонувала Народному комісарові оборони СРСР усунути Гордова з посади командувача армією. Лише обіцянка врахувати критику врятувала військову кар'єру Гордова…

## Військові звання
- Полковник (присвоєно 29 листопада 1935 року)
- Комбриг (17 травня 1939 року[4])
- Генерал-майор (4 червня 1940 року[5])
- Генерал-лейтенант (22 липня 1942 року[5])
- Генерал-полковник (9 вересня 1943 року)